# Stefan Lindemann
Stefan Lindemann (Erfurt, Alemanha Oriental, 30 de setembro de 1980) é um ex-patinador artístico alemão, que competiu no individual masculino. Ele foi medalhista de bronze no Campeonato Mundial de 2004 e no Campeonato Europeu de 2005, e foi sete vezes campeão do campeonato nacional alemão. Lindemann disputou os Jogos Olímpicos de Inverno de 2006 e de 2010 terminando na vigésima primeira e vigésima segunda posições, respectivamente.

## Principais resultados
| Resultados | Resultados    | Resultados        | Resultados       | Resultados    | Resultados      | Resultados       | Resultados        | Resultados        | Resultados      | Resultados      | Resultados    | Resultados    | Resultados      |
| Internacional                                                                                                   | Internacional | Internacional     | Internacional    | Internacional | Internacional   | Internacional    | Internacional     | Internacional     | Internacional   | Internacional   | Internacional | Internacional | Internacional   |
| Evento/Temporada                                                                                                | 1997– 1998    | 1998– 1999        | 1999– 2000       | 2000– 2001    | 2001– 2002      | 2002– 2003       | 2003– 2004        | 2004– 2005        | 2005– 2006      | 2006– 2007      |               | 2008– 2009    | 2009– 2010      |
| --- | ------------- | ----------------- | ---------------- | ------------- | --------------- | ---------------- | ----------------- | ----------------- | --------------- | --------------- | ------------- | ------------- | --------------- |
| Jogos Olímpicos                                                                                                 |               |                   |                  |               |                 |                  |                   |                   | 21.º            |                 |               | 22.º          |                 |
| Campeonato Mundial                                                                                              |               | 13.º              | 14.º             | 18.º          |                 |                  | Medalha de bronze | 12.º              |                 | 12.º            |               |               |                 |
| Campeonato Europeu                                                                                              |               | 17.º              | 8.º              |               | 12.º            | 12.º             | 5.º               | Medalha de bronze | 12.º            | 11.º            |               | 9.º           |                 |
| GP Bofrost Cup on Ice                                                                                           |               |                   |                  | WD            | 7.º             |                  | Medalha de ouro   | Medalha de ouro   |                 |                 |               |               |                 |
| GP Cup of China                                                                                                 |               |                   |                  |               |                 |                  |                   | Medalha de bronze |                 |                 |               |               |                 |
| GP Cup of Russia                                                                                                |               |                   |                  |               |                 |                  |                   |                   | 4.º             |                 |               |               |                 |
| GP NHK Trophy                                                                                                   |               |                   |                  |               |                 |                  |                   |                   | 11.º            |                 |               |               |                 |
| GP Skate America                                                                                                |               |                   |                  |               |                 |                  | 9.º               | 9.º               |                 |                 |               |               |                 |
| GP Skate Canada International                                                                                   |               |                   |                  |               |                 |                  |                   | 6.º               |                 |                 |               |               |                 |
| GP Trophée Lalique                                                                                              |               |                   |                  |               |                 |                  | 11.º              |                   |                 |                 |               |               |                 |
| Finlandia Trophy                                                                                                |               |                   |                  |               | 8.º             |                  |                   |                   |                 |                 |               |               |                 |
| Golden Spin of Zagreb                                                                                           |               | Medalha de bronze |                  |               |                 |                  |                   |                   |                 |                 |               |               |                 |
| Ice Challenge                                                                                                   |               |                   |                  |               |                 |                  |                   |                   |                 |                 |               | 5.º           |                 |
| Karl Schäfer Memorial                                                                                           |               |                   |                  | 5.º           |                 |                  |                   |                   |                 |                 |               |               |                 |
| Merano Cup |               |                   |                  |               |                 |                  |                   |                   |                 |                 |               | 8.º           |                 |
| Nebelhorn Trophy                                                                                                |               |                   |                  |               | 8.º             |                  |                   |                   | Medalha de ouro |                 |               | 8.º           |                 |
| NRW Trophy |               |                   |                  |               |                 |                  |                   |                   |                 |                 | 16.º          |               |                 |
| Ondrej Nepela Memorial                                                                                          |               |                   |                  |               |                 | Medalha de prata | Medalha de prata  | Medalha de ouro   |                 |                 |               |               |                 |
| Internacional – Júnior                                                                                          |               |                   |                  |               |                 |                  |                   |                   |                 |                 |               |               |                 |
| Evento/Temporada                                                                                                | 1997– 1998    | 1998– 1999        | 1999– 2000       | 2000– 2001    | 2001– 2002      | 2002– 2003       | 2003– 2004        | 2004– 2005        | 2005– 2006      | 2006– 2007      |               | 2008– 2009    | 2009– 2010      |
| Campeonato Mundial Júnior                                                                                       |               | 14.º              | Medalha de ouro  |               |                 |                  |                   |                   |                 |                 |               |               |                 |
| JGP JGP Final                                                                                                   |               | 4.º               | Medalha de prata |               |                 |                  |                   |                   |                 |                 |               |               |                 |
| JGP JGP Alemanha                                                                                                | 12.º          | Medalha de prata  |                  |               |                 |                  |                   |                   |                 |                 |               |               |                 |
| JGP JGP Bulgária                                                                                                |               | Medalha de prata  |                  |               |                 |                  |                   |                   |                 |                 |               |               |                 |
| JGP JGP Canadá                                                                                                  |               |                   | 5                |               |                 |                  |                   |                   |                 |                 |               |               |                 |
| JGP JGP Eslovênia                                                                                               |               |                   | Medalha de ouro  |               |                 |                  |                   |                   |                 |                 |               |               |                 |
| JGP JGP Ucrânia                                                                                                 | 4.º           |                   |                  |               |                 |                  |                   |                   |                 |                 |               |               |                 |
| Nacional |               |                   |                  |               |                 |                  |                   |                   |                 |                 |               |               |                 |
| Campeonato Alemão                                                                                               |               | Medalha de prata  | Medalha de ouro  |               | Medalha de ouro | Medalha de prata | Medalha de ouro   | Medalha de ouro   | Medalha de ouro | Medalha de ouro |               |               | Medalha de ouro |
| |               |                   |                  |               |                 |                  |                   |                   |                 |                 |               |               |                 |
| Legenda: GP = Grand Prix; JGP = Grand Prix Júnior; WD = Abandonou; Competição não foi disputada nesta temporada |               |                   |                  |               |                 |                  |                   |                   |                 |                 |               |               |                 |

### 1993–1997
| Resultados                 | Resultados             | Resultados             | Resultados             | Resultados             | Resultados             | Resultados             | Resultados             | Resultados             | Resultados             | Resultados             | Resultados             | Resultados             | Resultados             |
| Internacional – Júnior     | Internacional – Júnior | Internacional – Júnior | Internacional – Júnior | Internacional – Júnior | Internacional – Júnior | Internacional – Júnior | Internacional – Júnior | Internacional – Júnior | Internacional – Júnior | Internacional – Júnior | Internacional – Júnior | Internacional – Júnior | Internacional – Júnior |
| Evento/Temporada           | 1993– 1994             | 1994– 1995             | 1995– 1996             | 1996– 1997             |                        |                        |                        |                        |                        |                        |                        |                        |                        |
| -------------------------- | ---------------------- | ---------------------- | ---------------------- | ---------------------- | ---------------------- | ---------------------- | ---------------------- | ---------------------- | ---------------------- | ---------------------- | ---------------------- | ---------------------- | ---------------------- |
| Blue Swords                |                        |                        |                        | 15.º                   |                        |                        |                        |                        |                        |                        |                        |                        |                        |
| Grand Prize SNP            |                        |                        | 6.º                    |                        |                        |                        |                        |                        |                        |                        |                        |                        |                        |
| Gardena Spring Trophy      |                        |                        |                        | Medalha de prata       |                        |                        |                        |                        |                        |                        |                        |                        |                        |
| Nacional                   |                        |                        |                        |                        |                        |                        |                        |                        |                        |                        |                        |                        |                        |
| Campeonato Alemão          |                        |                        | 12.º                   | 5.º                    |                        |                        |                        |                        |                        |                        |                        |                        |                        |
| Campeonato Alemão – Júnior | 11.º                   | 4.º                    |                        |                        |                        |                        |                        |                        |                        |                        |                        |                        |                        |
|                            |                        |                        |                        |                        |                        |                        |                        |                        |                        |                        |                        |                        |                        |